# Penteporella simplicilobata
Penteporella simplicilobata är en mångfotingart som beskrevs av Christoph D. Schubart 1945. Penteporella simplicilobata ingår i släktet Penteporella och familjen fingerdubbelfotingar. Inga underarter finns listade i Catalogue of Life.